# NGC 7297
NGC 7297 é uma galáxia espiral (Sbc) localizada na direcção da constelação de Grus. Possui uma declinação de -37° 49' 37" e uma ascensão recta de 22 horas, 31 minutos e 10,2 segundos.
A galáxia NGC 7297 foi descoberta em 1 de Setembro de 1834 por John Herschel.